# Silvius Magnago

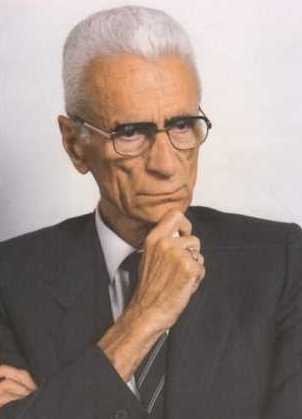
Silvius Magnago

Silvius Magnago (* 5. Februar 1914 in Meran, Österreich-Ungarn; † 25. Mai 2010 in Bozen) war ein Südtiroler Politiker der Südtiroler Volkspartei. Als langjähriger Landeshauptmann (von 1960 bis 1989) trug er zur Erlangung der Autonomie Südtirols bei.

## Leben

### Herkunft aus Ausbildung

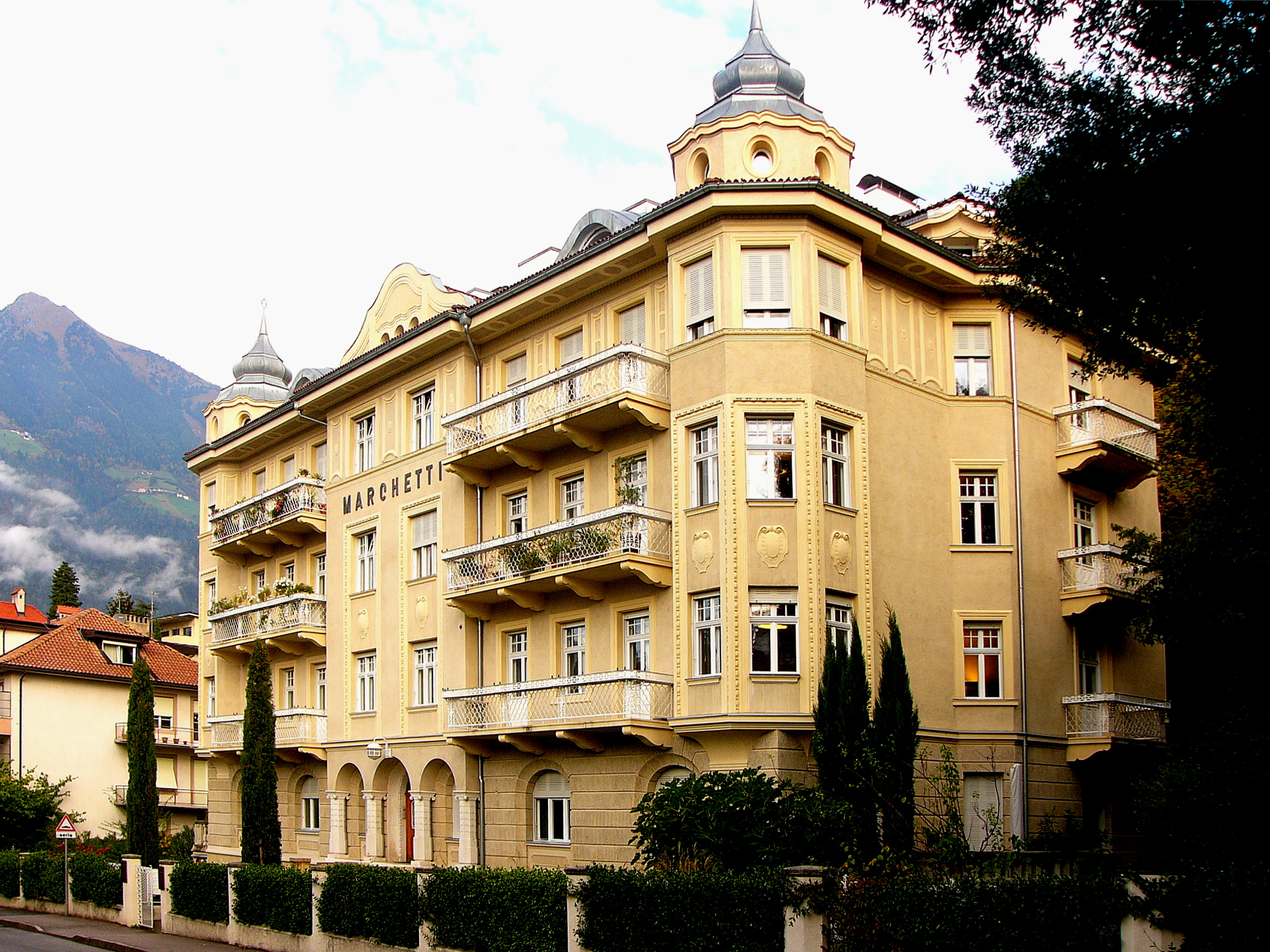
Das Geburtshaus Silvius Magnagos in der Galileo-Galilei-Straße 50 in Meran.

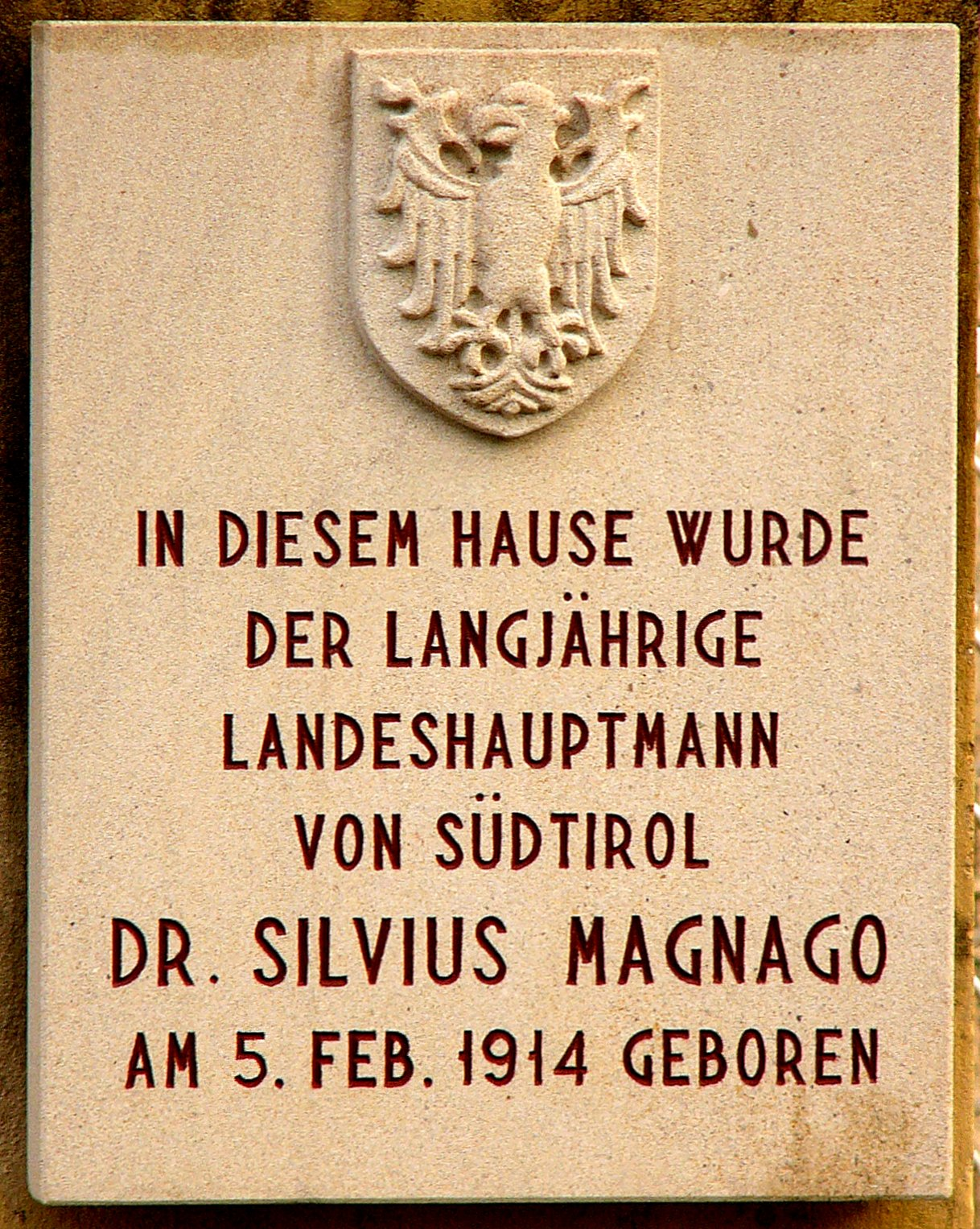
Gedenktafel für Silvius Magnago an seinem Geburtshaus.

Magnago entstammte einer zweisprachigen Familie. Sein Vater Silvius Magnago sen., k.k. Oberlandesgerichtsrat in Meran, war ethnischer Italiener aus Trient, seine Mutter Helene, geborene Redler (sie war Schwester des Landeshauptmanns Ferdinand Redler), stammte aus Vorarlberg.
Silvius Magnago wurde 1914 in der Villa Marchetti in Meran geboren. Ein Jahr nach seiner Geburt übersiedelte die Familie nach Bozen, wo er 1936 die Matura am Carducci-Gymnasium ablegte. Danach wurde er zur italienischen Armee eingezogen, besuchte bis Juni 1937 die Reserveoffiziersschule in Palermo und war dann bis Mai 1938 Reserveleutnant im 1. Grenadierregiment in Rom. Gleichzeitig absolvierte er ein Studium der Rechtswissenschaft an der Universität Bologna, das er im Juni 1940 mit einer Doktorarbeit zum Thema der NS-Rassengesetze (I reati contro la razza ed il patrimonio biologico ereditario nella legislazione nazional-socialista) abschloss. Wegen seiner Ablehnung des italienischen Faschismus optierte er 1939 für Deutschland, blieb jedoch zunächst in Südtirol, wo er in Bozen für eine Kommission zur Schätzung der Vermögenswerte der Optanten arbeitete. 

### Wehrdienst und Verletzung
Im Dezember 1942 wurde Magnago als Optant zur deutschen Wehrmacht einberufen und kam als Leutnant der Gebirgsjäger an die Ostfront. Während eines Fronturlaubs heiratete er am 18. Oktober 1943 in Landeck die aus Essen stammende Sophia Cornelissen, die er in seiner Zeit beim italienischen Militär in Rom kennengelernt hatte. Kurze Zeit darauf wurde er an der Ostfront bei einem Granatwerferangriff am Dnepr, nahe der Stadt Nikopol, schwer verwundet. Als Folge der Verletzungen wurde ihm ein Bein amputiert; er konnte nur durch mehrere Operationen gerettet werden und verblieb bis 1945 in verschiedenen Lazaretten. Nach dem Krieg kehrte Magnago nach Südtirol zurück und ließ sich mit seiner Frau in Bozen nieder. Er arbeitete zunächst für die Nachkriegsfürsorge und später als Sparkassenbeamter. 

### Politische Laufbahn
1947 wurde er in den Bozner Gemeinderat entsandt, wodurch seine politische Karriere begann. Im Jahr darauf wurden erstmals nach dem Krieg Gemeinderatswahlen abgehalten, bei denen Magnago die meisten Vorzugsstimmen erhielt. In der Folge wurde er zum Vizebürgermeister Bozens. 1948 wurde er für die Südtiroler Volkspartei in den Regionalrat Trentino-Südtirol und damit gleichzeitig den Südtiroler Landtag gewählt, denen er bis 1988 ununterbrochen angehörte. Während seiner ersten drei Legislaturperioden bis 1960 fungierte Magnago wechselweise als Regionalrats- und Landtagspräsident.
1957 wurde Magnago am 25. Mai zum Obmann der SVP gewählt. Er änderte darauf die strategische Ausrichtung der Partei und verkündete am 17. November 1957 auf der Großkundgebung von Schloss Sigmundskron vor 35.000 Südtirolern das berühmt gewordene Motto „Los von Trient“. Sein Ziel war es, eine politisch realistische Autonomie für das mehrheitlich deutschsprachige Südtirol zu fordern, nachdem bis dato die autonomen Befugnisse lediglich der mehrheitlich italienischsprachigen und von Trient aus regierten Region Trentino-Südtirol zugestanden worden waren. 1959 wurde er Ehrenpräsident des Südtiroler Kriegsopfer- und Frontkämpfer-Verbandes.
Am 31. Dezember 1960 wurde Magnago Südtiroler Landeshauptmann und löste damit Alois Pupp ab. Dieses Amt behielt er ununterbrochen bis zum 17. März 1989 und konnte jeweils bei allen Landtagswahlen die meisten Vorzugsstimmen für sich erreichen. Er stand über 28 Jahre lang den Kabinetten Magnago I, Magnago II, Magnago III, Magnago IV, Magnago V und Magnago VI der Landesregierung vor. In dieser Zeit führte er die Verhandlungen zum sogenannten „Südtirol-Paket“ und gilt deshalb als „Vater“ der Südtiroler Landesautonomie. In den politisch heißen 1960er Jahren trat Magnago entschlossen gegen Gewalt zum Erreichen politischer Ziele auf. Er lehnte die Aktionen des Befreiungsausschusses Südtirol ab, der Bombenanschläge auf Strommasten und faschistische Denkmäler verübte. Die Bevölkerung, die teilweise mit den Aktivisten sympathisierte, versuchte er in unermüdlichem Einsatz vom friedlichen Weg zu überzeugen. Dem Pragmatiker Magnago gelang es schließlich, die Südtiroler auf seinen Weg einzustimmen: Am 22. November 1969 wurden die 137 Schutzbestimmungen des Autonomiestatuts auf der Landesversammlung der Südtiroler Volkspartei in Meran mit einer hauchdünnen Mehrheit von 52,8 % angenommen. Daraufhin kam es zum berühmt gewordenen Handschlag mit Peter Brugger, dem Wortführer der unterlegenen Fraktion. Die Paketgegner in der SVP hatten bis dahin eine Autonomie als politisches Ziel abgelehnt und sich stattdessen für eine Wiedervereinigung mit Nordtirol, d. h. einen Anschluss an Österreich, ausgesprochen. Es sollte jedoch noch bis zum Jahr 1992 dauern, ehe die Schaffung einer von der Region größtenteils unabhängigen Südtiroler Landesautonomie von Österreich, Italien und SVP gemeinsam als verwirklicht anerkannt wurde.
1988 trat Magnago aus gesundheitlichen Gründen nicht mehr zur Regionalratswahl an; zu seinem Nachfolger als Landeshauptmanns wurde 1989 Luis Durnwalder gewählt. Bis 1992 blieb er Obmann der SVP, ehe er seine 34 Jahre währende Amtszeit beendete. Von 1989 bis 1994 war Silvius Magnago Mitglied der 6er-Kommission, die mit Rom die Durchführungsbestimmungen zum neuen Autonomiestatut verhandelte. Er war auch einer der Vordenker des Europa der Regionen.

### Letzte Jahre
Wegen seiner fortgeschrittenen Parkinsonerkrankung zeigte er sich in den letzten Jahren nur mehr selten in der Öffentlichkeit, lebte aber weiterhin in der Altstadt von Bozen (Runkelsteinerstraße). 2003 wurde er zum Witwer, als seine Frau Sophia starb. Am 16. Mai 2010 stürzte Magnago aus seinem Rollstuhl, wobei er sich das Schlüsselbein brach. Nach Verschlechterung seines gesundheitlichen Zustands wurde er am 21. Mai in das Bozener Spital eingeliefert, wo er am 25. Mai 2010 an den Folgen einer Lungenentzündung im Alter von 96 Jahren verstarb. Seinem Begräbnis am Bozner Friedhof wohnten unter anderem der österreichische Bundeskanzler Werner Faymann und dessen Stellvertreter Josef Pröll bei.
Magnagos Nachlass befindet sich seit 2011 im Südtiroler Landesarchiv. Von der Silvius-Magnago-Akademie wurde 2022 erstmals der Silvius-Magnago-Preis verliehen.

## Liste der politischen Ämter
- 1947: Auf der ersten SVP-Landesversammlung beginnt seine politische Karriere, er wird Mitglied des Parteiausschusses.
- 1947: SVP-Vertreter im damals noch ernannten Bozner Gemeinderat
- 1948–1952: Vizebürgermeister von Bozen
- 1948–1988: Abgeordneter des Südtiroler Landtags und des Regionalrats Trentino-Südtirol
- 1948–1960: in den Jahren 1948–1950, 1952–1954 und 1956–1958 Landtagspräsident, in den jeweils folgenden zwei Jahren Landtagsvizepräsident
- 1948–1960: in den Jahren 1950–1952, 1954–1956 und 1958–1960 Regionalratspräsident, in den jeweils vorangehenden zwei Jahren Regionalratsvizepräsident
- 1957–1960: Fraktionssprecher im Bozner Gemeinderat
- 1957–1991: Obmann der Südtiroler Volkspartei
- 1960–1989: Landeshauptmann von Südtirol
- 1991–2010 (bis zum Tod): Ehrenobmann der Südtiroler Volkspartei

## Ehrungen und Auszeichnungen
Magnago war Träger hoher Auszeichnungen, unter anderem der Länder Tirol, Kärnten, Steiermark, Bayern, der Bundesrepublik Deutschland und der Universität Innsbruck, sowie Ehrenbürger zahlreicher Gemeinden und Ehrenmitglied vieler Vereine (z. B. verschiedener Sportschützenvereine).
- 1960 Ehrenzeichen des Landes Tirol
- 1967 Ehrenbürger der Gemeinde Feldthurns
- 1970 Ehrensenator der Leopold-Franzens-Universität Innsbruck
- 1970 Erster Träger des Südtiroler Pressepreises
- 1971 Robert-Schuman-Preis der Alfred-Toepfer-Stiftung
- 1972 Bayerischer Verdienstorden
- 1973 Europäischer Karlspreis der Sudetendeutschen Landsmannschaft
- 1977 Ehrenring der Südtiroler Gemeinden
- 1979 Ring des Landes Tirol
- 1979 Kiwanis-International-Europapreis
- 1982 Ehrenmitgliedschaft der Katholisch-akademischen Verbindung Rheno-Danubia Innsbruck (ÖCV)[14]
- 1983 Großes goldenes Ehrenzeichen des Landes Steiermark mit dem Stern
- 1983 Ehrenbürger der Gemeinde Kastelruth
- 1986 Großes goldenes Ehrenzeichen von Wien
- 1986 Erster Träger des großen Montfortordens von Vorarlberg
- 1987 Ehrenbürger der Gemeinde Eppan
- 1988 Großer Leopold-Kunschak-Preis, Wien
- 1988 Ehrenzeichen des Landes Salzburg
- 1989 Ehrenring des Landes Steiermark
- 1989 Großes Goldenes Ehrenzeichen am Bande für Verdienste um die Republik Österreich
- 1991 Großkreuz (Cavaliere di Gran Croce)
- 1991 Ehrenobmann der Südtiroler Volkspartei
- 1993 Großes Verdienstkreuz mit Stern des Verdienstordens der Bundesrepublik Deutschland
- 1993 Kulturpreis des Vereins für das Deutschtum im Ausland (VDA)
- 1994 Kärntner Landesorden in Gold
- 1987 Ehrenbürger der Gemeinde Schnals
- 2002 Großes goldenes Ehrenzeichen der Südtiroler Volkspartei mit Urkunde
- 2004 Europa-Preis für ein friedliches Europa von der Coudenhove-Kalergi-Stiftung. Überreicht von Alois Mock
- 2012 Benennung des Platzes zwischen Palais Widmann und Landtagsgebäude in Bozen als Silvius-Magnago-Platz